# 莱塞尔新城
莱塞尔新城（法語：Villeneuve-les-Cerfs，法語發音：[vilnœv le sɛʁ]）是法国多姆山省的一个市镇，位于该省北部偏东，属于里永区。

## 地理
莱塞尔新城（46°0'35"N, 3°19'51"E）面积9.89 平方千米，位于法国奥弗涅-罗讷-阿尔卑斯大区多姆山省，该省份为法国中南部省份，北起阿列省接壤，东临卢瓦尔省，南至上盧瓦爾省和康塔爾省，西接科雷兹省和克勒兹省。
与莱塞尔新城接壤的市镇（或旧市镇、城区）包括：巴和勒扎、朗当、圣克莱芒德雷尼亚、圣西尔韦斯特-普拉古兰。
莱塞尔新城的时区为UTC+01:00、UTC+02:00（夏令时）。

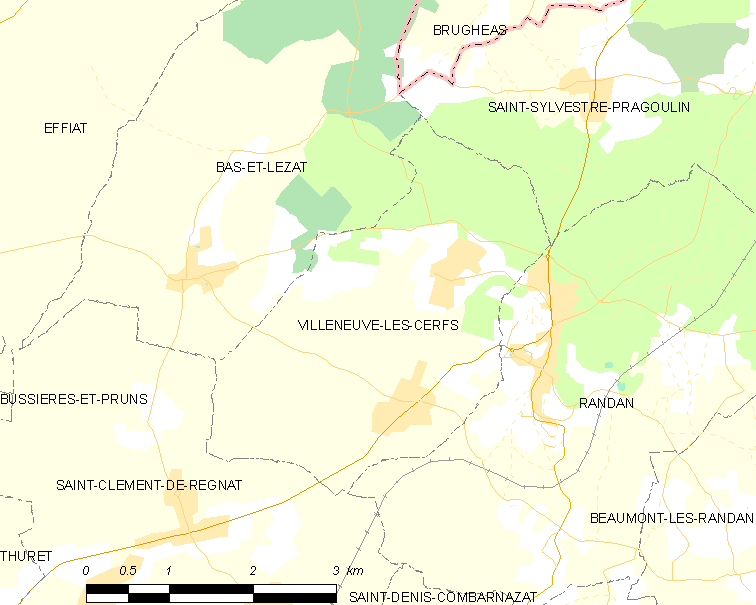
莱塞尔新城的OSM定位图

## 行政
莱塞尔新城的邮政编码为63310，INSEE市镇编码为63459。

## 政治
莱塞尔新城所属的省级选区为马兰格县。

## 人口

1962-2008年间莱塞尔新城人口变化图示

莱塞尔新城于2022年1月1日时的人口数量为506人。